# Саонара
Саона̀ра (на италиански и на венециански: Saonara) е град и община в Северна Италия, провинция Падуа, регион Венето. Разположен е на 162 m надморска височина. Населението на общината е 10 073 души (към 2010 г.).